# Oechsen
Oechsen è un comune di 590 abitanti della Turingia, in Germania.

## Storia
Dal 1º gennaio 2019 il comune di Dermbach assunse il ruolo di "comune sussidiario" (Erfüllende Gemeinde) nei confronti del comune di Oechsen.